# Anthropogenes Iod-129 in der Umwelt
Anthropogenes Iod-129 (129I) in der Umwelt, welches durch Freisetzungen aus oberirdischen Kernwaffenversuchen und der Aufbereitung von Kernbrennstoffen erzeugt wird, überdeckt die natürliche Erzeugung von 129I durch Spallation am Xenon der Atmosphäre und über spontane Kernspaltung. 129I ist mit einer Halbwertszeit von 15,7 Mio. Jahren das langlebigste Radioisotop des Elements Iod.

## Erzeugung und Zerfall

### Relevante Kernreaktionen
- Spallation an Xenon
- Thermische Spaltung von 235U (Spaltausbeute: 0,71 %[2])
- Spontanspaltung von 238U
- Neutroneneinfang an Tellur (Schnelle Neutronen: 130Te (n,2n) 129Te → 129I, langsame Neutronen: 128Te (n,γ) 129Te → 129I)

Aufgrund seiner langen Halbwertszeit, der hohen Spaltausbeute und seiner Beweglichkeit in der Umwelt ist Iod-129 von hoher Bedeutung bei der Langzeitbetrachtung von Lagerstätten für abgebrannte Kernbrennelemente.

### Natürliche Produktion
Zur natürlichen Produktion von Iod-129 tragen folgende Quellen bei:
- Spontanspaltung von 238U im Ozean
- Auswaschung von Spaltprodukten aus Gestein
- Freisetzung von Spaltprodukten durch vulkanische Aktivität
- Produktion durch kosmische Strahlung (Spallation an Xenon)
- Eintrag durch extraterrestrische Materie (Neutroneneinfang an Tellur)

Alle natürlichen Quellen zusammen belaufen sich auf 3,6·1019 Atome pro Jahr. Diese Produktionsrate führt zu einem Verhältnis von 129I/I ≈ 10−12.

### Anthropogene Produktion
Die anthropogene Produktion von 129I übersteigt heutzutage die natürliche und wird im weiteren Verlauf dieses Artikels diskutiert. Typische Messwerte im Iod der Schilddrüse zeigen Werte für Europa von 129I/I ≈ 10−8.

### Zerfall
129I geht zu 100 % durch Beta-Minus-Zerfall in 129Xe über. Dieses emittiert teils prompt, teils als Kernisomer mit der Halbwertszeit 8,8 h, ein Gammaquant der Energie 40 keV.

## Globaler Iodkreislauf

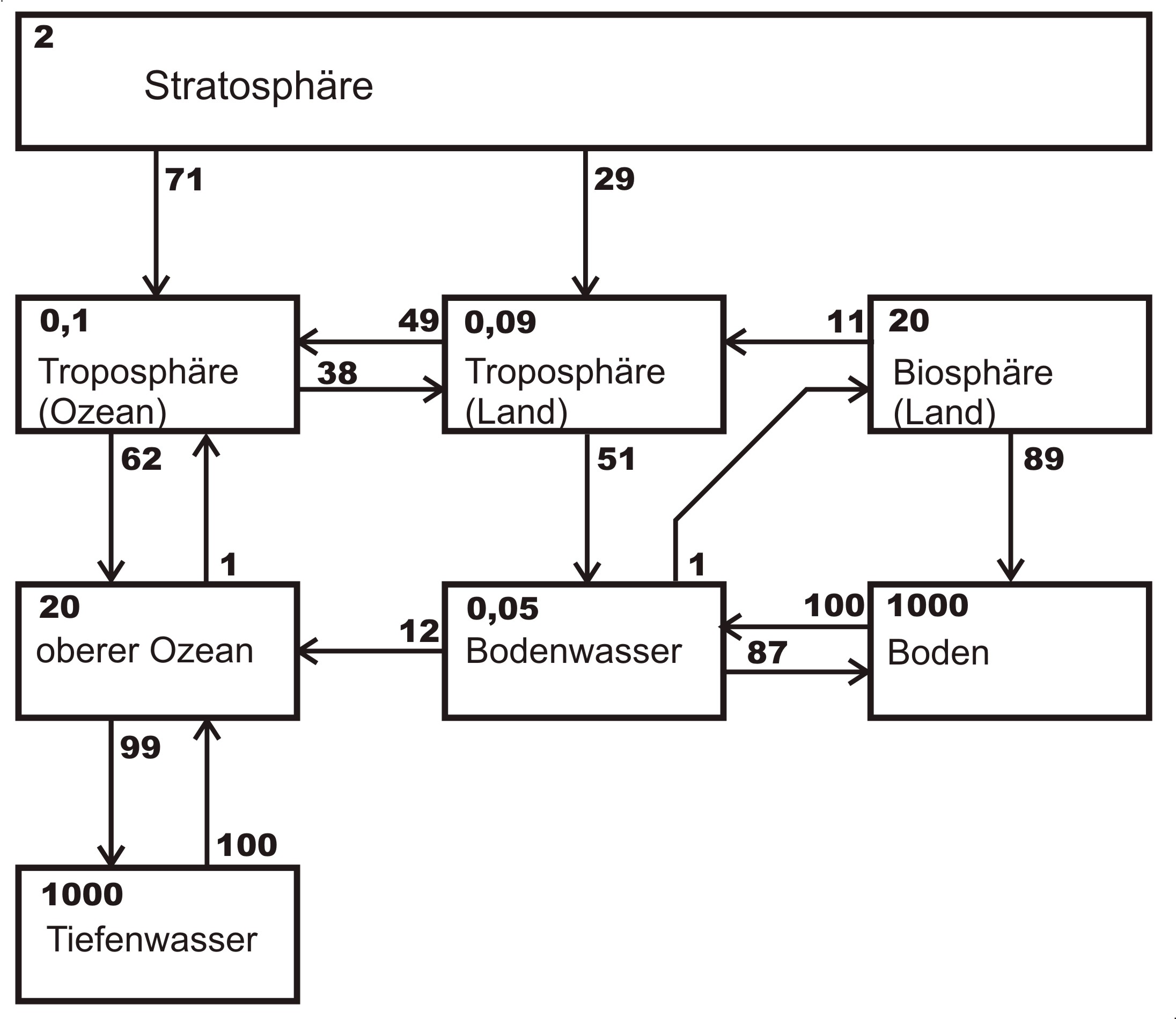
Globaler Iodkreislauf

Der globale Iodzyklus lässt sich für langfristige Effekte wie nebenstehend darstellen. Die Zahl links oben in jeder Box gibt die mittlere Aufenthaltsdauer von Iod in Jahren an. Die Zahlen an den Pfeilen zeigen, wie sich das eine Box verlassende Iod verteilt.
Aufgrund seiner langen Lebensdauer nimmt 129I am gesamten Iodkreislauf teil. Da der Transport von 129I aus den Ozeanen auf das Land sehr effektiv ist, dominiert dieser Transportweg über den Fluss kosmogen produzierten Iods.

## Nachweis von129I
Aufgrund seiner langen Halbwertszeit und seiner niedrigen Gammaenergie sind Nachweismethoden, die den Zerfall registrieren, bei 129I sehr ineffizient. Üblicherweise wird 129I daher massenspektrometrisch nachgewiesen.

## Daten vom Fiescherhorngletscher

### Probennahme und Aufbereitung
In den Schweizer Alpen wurde im Jahre 1988 am Fiescherhorngletscher (Berner Oberland) in 3950 m Höhe von der Universität Bern ein 76 m langer Eisbohrkern mit 75 mm Durchmesser genommen Ziel der 129I-Messungen an diesem Bohrkern war es, die Depositionsrate von 129I zu bestimmen und die Quellen anthropogenen 129I zu identifizieren. Ein Viertel des Querschnitts (10,7 cm2) wurde zur Messung der Radiokuklide 3H, 10Be, 36Cl, 41Ca, 129I und 137Cs verwendet. Zur Datierung wurde das Maximum der Tritiumwerte ermittelt und damit das Jahr 1963, das Jahr mit dem größten Fallout aus oberirdischen Kernwaffenversuchen, identifiziert. Unter der Annahme, dass die jährlichen Akkumulationsraten etwa konstant sind, wurden vom Jahr 1963 ausgehend Jahresproben erstellt.
Das gesamte Eis eines Jahres wurde zu einer Probe verarbeitet. Zu jeder Probe wurden zwischen 3 mg und 7 mg Iod in Form von
I− resp. IO3− zugefügt und mittels Ionentauscher abgetrennt. Über die Messung des
129I/I-Verhältnisses konnte aus dem Probenquerschnitt und der Annahme, dass der komplette
129I-Fallout in der Probe vorhanden ist, die Ablagerung durch Niederschläge errechnet werden, die in nebenstehender Abbildung zu sehen ist.

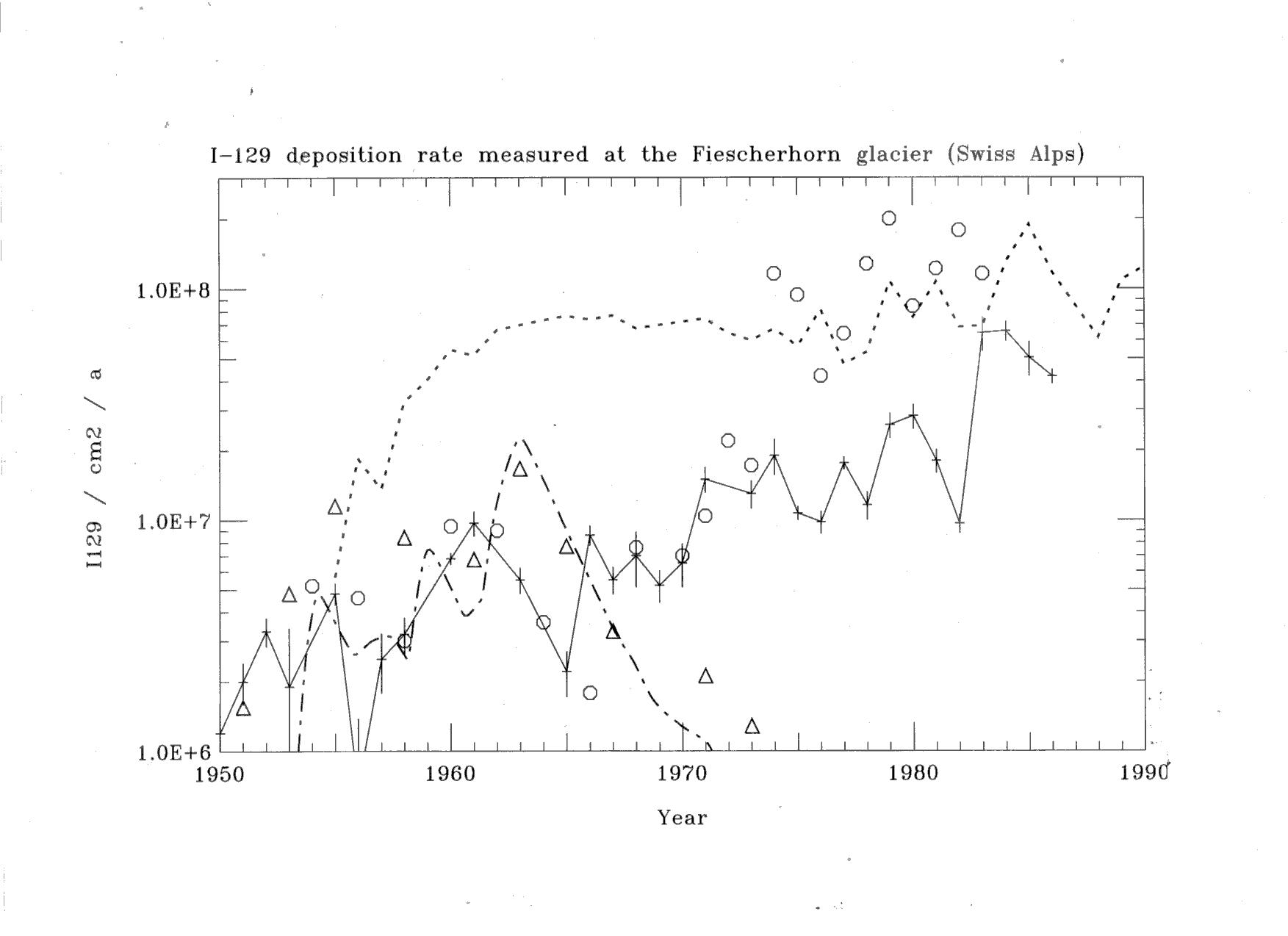
I-129-Niederschlag am Fiescherhorn (Schweiz):
Punkt-Strich "Berechneter Bombenfallout"
Dreiecke "Aus Cs-137-Daten berechneter I-129-Fallout"
Gestrichelte Linie "Abschätzung aus der Zunahme der atmosphärischen Kr-85-Konzentration"
Kreise "Baumringdaten Karlsruhe"

### Vergleich mit anderen Daten
Unter Zuhilfenahme des oben dargestellten Modells des globalen Iodkreislaufs wurden für die Berechnung folgende Annahmen gemacht:
- Hauptquelle des 129I sind die großen Bomben mit einer Sprengkraft von über 1 Mt TNT-Äquivalent (≅ 5·1015 J ≅ 1,6·1026 Spaltungen).
- Diese Bomben gewinnen die Energie zur Hälfte aus Kernfusion (keine 129I Produktion) und zur anderen Hälfte aus der Schnellspaltung von 238U.
- Es wurden nur Kernwaffentests der Nordhalbkugel berücksichtigt.
- Nur die Hälfte des produzierten 129I erreicht die Stratosphäre und wird gemäß dem Modell verteilt.
- Eine Auflistung der berücksichtigten Kernwaffentests findet sich hier.[9]

Im selben Eisbohrkern wurden 137Cs-Aktivitäten gemessen. Diese wurden mit dem Verhältnis der entsprechenden Ausbeuten bei der Schnellspaltung umgerechnet.
85Kr ist wie 129I ein Spaltprodukt. Als Edelgas durchmischt es sich sehr schnell mit der Atmosphäre. Auf dem Schauinsland im Schwarzwald (1240 m, Baden-Württemberg, D) werden seit 1955 die 85Kr-Konzentrationen in der Luft gemessen. Kurzzeitige Ausschläge werden dabei als lokale Effekte, d. h. als Emissionen der europäischen Wiederaufarbeitungsanlagen interpretiert. Aus diesen Werten wurde auf die Emission von 129I, das ebenfalls bei der Wiederaufarbeitung freigesetzt wird, geschlossen.
An einer Robinie (Robinia pseudoacacia), die in 1 km Abstand vom Abluftkamin der Versuchswiederaufarbeitunganlage Karlsruhe stand, wurden die 129I/I-Verhältnisse in den Baumringen gemessen. Pflanzen beziehen ihr Iod hauptsächlich aus dem Bodenwasser. Das Iod im Bodenwasser kommt aus dem Boden selbst und dem Eintrag aus der Troposphäre. Da das Reservoire "Boden" mit 1000 Jahren Aufenthaltszeit sehr träge ist, sind jährliche Variationen, wie sie in den Baumringen beobachtet werden, auf den Eintrag aus der Atmosphäre zurückzuführen. Die Werte von Hausschild und Aumann wurden so skaliert, dass sich für die Jahre 1950–1970 eine gute Übereinstimmung ergab. Ab 1970 sind die Werte durch den lokalen Eintrag durch die Inbetriebnahme der WAA Karlsruhe nicht mehr mit den Fiescherhorndaten vergleichbar.

### Diskussion und Bewertung
Im Folgenden werden die anthropogenen Quellen des 129I diskutiert:
- 129I aus Bombentests

Die gemessenen 129I-Kurven zeigen zwischen 1960 und 1965 nicht die Struktur des berechneten Bombenpeaks. Insbesondere fehlt in den Ioddaten der Hauptpeak von 1963. Eine mögliche Erklärung dieser Abweichung könnte sein, dass die Verteilung von 129I in der Stratosphäre und seine Aufenthaltsdauer anders sind, als für die Spaltprodukte 137Cs und 90Sr, für die das Ergebnis dieser Modellrechnung hinreichend gut stimmt.
- 129I aus militärischer Wiederaufarbeitung

Die 85Kr-Kurve zeigt einen starken Anstieg um 1955. Grund hierfür ist die vor allem in den USA und der UdSSR (asiatischer Teil) durchgeführte militärische Aufarbeitung von Kernbrennstoffen zur Plutoniumgewinnung. Bei der Wiederaufarbeitung werden Edelgase wie 85Kr vollständig und flüchtige Substanzen wie 129I teilweise in die Atmosphäre abgegeben. In den Jahren bis 1970 stimmen die 129I- und 85Kr-Kurve weder in der Form noch in der Höhe überein. Daraus kann geschlossen werden, dass 129I nicht wie 85Kr emittiert und global in der Atmosphäre verteilt wird.
- 129I aus ziviler Wiederaufarbeitung

Der Wiederanstieg des 129I ab 1965 ist auf die Emissionen der Wiederaufarbeitungsanlagen (WAA) in La Hague (F) und Sellafield (GB) zurückzuführen. Da für zivile Zwecke Brennstäbe mit deutlich höherem Abbrand und damit entsprechend höherem 129I-Gehalt aufgearbeitet werden, hat sich die 129I-Abgabe dieser Anlagen stark erhöht.

### Radiologische Bewertung
Die Abgaben der europäischen Wiederaufarbeitungsanlagen führen zu einem 129I-Fallout von 2·107 Atomen pro cm2 und Jahr. Dies führt gemäß obigem Modell zu einer 129I/I-Konzentration von 10−8 in der Biosphäre. Werte dieser Größenordnung werden aktuell auch in Schilddrüsen gemessen. Der radiologische Grenzwert für 129I/I liegt bei 10−3, also einen Faktor 100000 darüber.

## Untersuchung weiterer Umweltreservoire

### Untersuchung von Grundwasser
Iod und Chlor werden als Salze in Wasser gelöst und sind in Grundwasserströmen nachweisbar. Mit Iod-129 und Chlor-36 (Halbwertszeit 301.300 Jahre) haben diese Elemente zwei langlebige Radioisotope, mit deren Hilfe eine Altersbestimmung von Grundwasserströmen gemacht werden kann. Ein grundsätzliches Problem dabei ist die Entstehung von Mischwasser, wenn angenommen werden muss, dass an mehreren Stellen "junges" Wasser eingetreten ist. In gleicher Weise muss der Effekt durch den Eintrag von Salzsole berücksichtigt werden. Insbesondere unterscheiden sich die 129I und 36Cl Signaturen, je nachdem, ob alte Sole mit altem Wasser hinzutritt oder alte Sole mit jungem Wasser. Nachweise dieser Art dienen der Untersuchung von Kohlenwasserstofflagerstätten, beispielsweise der Fruitland Formation (USA).

### Untersuchung der Tiefenwasserbildung im Nordatlantik
Iod-129 wurde und wird in großem Maße von den Wiederaufarbeitungsanlagen in Sellafield und La Hague ins Meer abgegeben. Bei Sellafield ist dies etwa 20 kg pro Jahr. Bei La Hague war der Wert bis etwa 1990 auch etwa in diesem Bereich. Danach stieg der Wert aufgrund des vermehrten Einstiegs in die zivile Wiederaufarbeitung auf etwa das zehnfache an.
Die Abgaben von Sellafield und La Hague vereinen sich in der Nordsee und ziehen zusammen mit dem Nordatlantikstrom nordwärts. So können an der Küste Norwegens von Süd nach Nord abnehmende Konzentrationen im Verhältnis 129I/I gemessen werden. Da dies auch eine Folge der Verdünnung durch salzhaltiges Wasser des Nordatlantikstroms sein könnte wurden zusätzlich die 129I-Konzentrationen im Verhältnis zu anderen Spaltprodukten wie 137Cs und 99Tc gemessen. Die verschiedenen Messungen sind gut mit einer deutlichen Erhöhung des Gesamtausstoßes um 1990 verträglich.
Im Nordatlantik kühlt der Nordatlantikstrom immer weiter ab, es kommt zur Bildung des Nordatlantischen Tiefenwassers. Dieses fließt über den Grönland-Schottland-Rücken Richtung Nordamerika, dann weiter nach Süden, um nach etwa 1000 Jahren die Antarktis zu erreichen. Längs dieses Weges kann nun Iod-129 als Tracer verwendet werden.